# 三明市第二中学
三明市第二中学，又名福建省三明市第二中学，简称三明二中，是中华人民共和国福建省三明市三元区的高级中学，于1959年10月创办。该中学是福建省一级达标中学，并被福建省教育厅确认为省首批普通高中课程改革基地学校和示范性普通高中。

## 历史
- 1959年10月创办。[1]
- 1982年，三明二中被福建省教育厅确定为第二批省级重点中学。[1]
- 1996年，被福建省教育厅确定为省一级达标中学。[1]
- 2016年12月，被福建省教育厅确认为省首批普通高中课程改革基地学校。[2]
- 2018年12月，被福建省教育厅评为省首批示范性普通高中建设学校，[3]并于2022年被省教育厅确定为省首批示范性普通高中。[4]

## 学校荣誉
- 福建省一级达标中学
- 福建省首批普通高中课程改革基地学校
- 福建省首批示范性普通高中
- 入选2015-2017年度省级文明校园[5]
- 入选2018-2020年度省级文明校园[6]

## 相关链接
- 三明二中官方网站 [永久]（页面存档备份，存于）